# Gunnar Schiller (läkare)

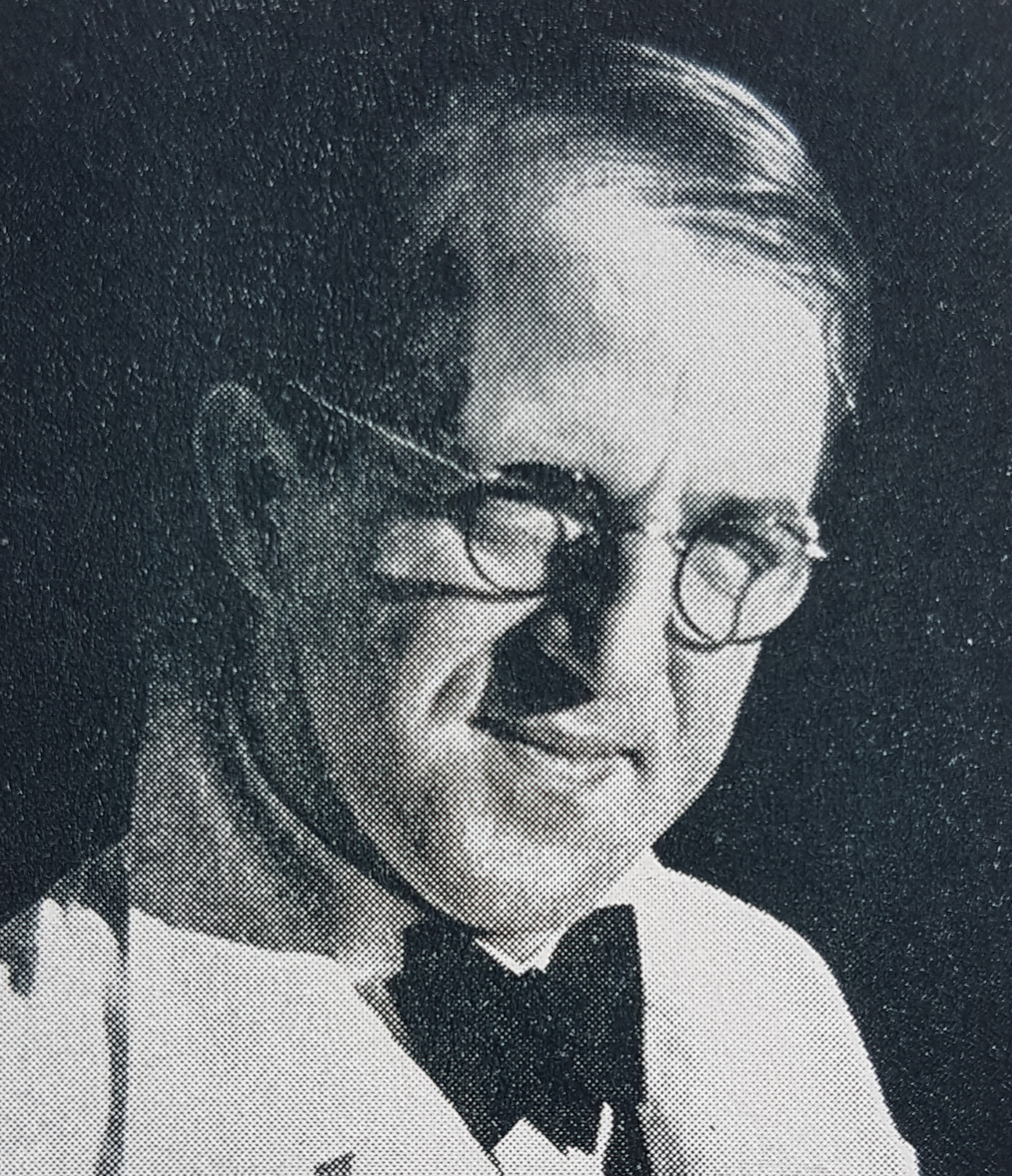
Gunnar Schiller

Sven Gunnar Schiller, född 16 augusti 1893 i Göteborg, död 19 augusti 1981 i Norrköping, var en svensk läkare, målare och tecknare.
Schiller var son till lasarettsläkaren Karl Schiller och Hilma Pettersson och från 1923 gift med Dagmar Björkman och brorson till Signe Alfhild Maria Amundson. Han blev medicine kandidat vid Uppsala universitet 1917 samt medicine licentiat vid Karolinska Institutet i Stockholm 1922. Han var amanuens vid Lunds lasaretts ögonavdelning 1923–1924, t.f. överläkare vid samma avdelning tre månader 1923–1924, t.f. amanuens vid Sahlgrenska sjukhusets ögonavdelning 1925, amanuens där 1925–1928, extra läkare för vård av ögonsjuka vid Norrköpings lasarett 1928–1931, t.f. lasarettsläkare vid Norrköpings lasaretts ögonavdelning 1932 och lasarettsläkare där från samma år. Han var ögonläkare vid Norrköpings stads folkskolor från 1929. 
Vid sidan av sin läkargärning var Schiller verksam som konstnär. Tillsammans med Sigrid Bensow ställde han ut i Norrköping 1941 och han medverkade i vandringsutställningar arrangerade av Östgöta konstförening. Han var representerad i utställningen Barnet i konsten som visades på Värmlands museum 1953. Hans konst består av porträtt och landskapsmotiv från Sverige och Italien utförda i olja eller akvarell. Schiller är representerad vid Norrköpings konstmuseum. 